# 머니백
《머니백》은 2018년에 개봉한 대한민국의 영화이다. 

## 줄거리
흙수저 만년 취준생 민재(김무열 분), 도박 중독에 분노조절 장애, 도박 빚으로 총까지 저당 잡히고 위기에 내몰린 최형사(박희순 분), 재기를 꿈꾸는 한물간 킬러(이경영 분)와 돈으로 표심을 사려 하는 부패한 국회의원 문의원(전광렬 분), 선거의 검은돈을 담당하는 사채업자 백사장(임원희 분), 뜻하지 않은 배달 사고로 사건에 휘말린 택배기사(오정세 분)와 양아치(김민교 분)
하나의 돈가방을 차지하기 위해 일곱 명이 벌이는 쫓고 쫓기는 추격전이 펼쳐진다.

## 캐스팅
- 김무열 : 김민재 역 - 이 영화의 고구마 남주인공. 엄마의 수술비를 보태기 위해 양아치에게 사채도 쓰고 도박도 도전한다. 도박에서 200만원을 얻긴 했는데, 양아치에게 뜯겨버렸다. 작중 양아치가 택배기사에게 시가가 든 박스를 배송하라고 시키는데, 킬러 박이 집에 없자 택배기사가 결국 옆집에 사는 민재에게 '옆집에 이 물건을 좀 줘라'며 끝까지 애원 끝에 민재는 결국 보관한다. 그런데 그 안에는 권총이 있었어서 장난감인 줄 안 민재가 한번 발포해보자, 진짜 실탄이 든 총이었어서 놀라며 권총을 챙긴다.
- 박희순 : 최영환 형사 역 - 인간말종 1. 이 영화의 진 최종 보스. 서울신정경찰서 형사. 백 사장네와 도박을 하다가 자신의 총을 놔두고 왔는데, 그걸 작중 내에서 찾기 위해 계속 어떻게든 한다. 나중에는 머니백(돈가방)을 발견하고 백 사장에게 건네주지만, 이미 총은 킬러 박에게 있었다.
- 이경영 : 킬러 박 역 - 인간말종 2. 백 사장의 부름으로 인해 딴 일을 하다가 다시 킬러 일을 한다. 백 사장의 지시는 국회의원 문상렬을 암살하라는 지시였다. 그래서 죽일려고 안간힘을 써도 죽이질 못한다. 개그 캐릭터 면이 강하다.
- 전광렬 : 문상렬 의원 역 - 인간말종 3. 조직폭력배 파 경력이 있는 국회의원. 존댓말 캐릭터이지만, 성격이 변할 때는 폭력적으로 바뀐다.
- 임원희 : 백 사장 역 - 인간말종 4. 이 영화의 중간 보스.
- 오정세 : 택배기사 역
- 김민교 : 양아치 역 - 이 영화의 개그 캐릭터. 김민재의 조력자.
- 김보강 : 보좌관 역
- 김태환 : 이 팀장 역
- 이규복 : 고참 감찰반 역
- 이익준 : 신입 감찰반 역

- 홍경연 : 다세대빌라 주인 역
- 이윤희 : 오락실 중년남 역
- 양주호 : 총포상 역
- 현봉식 : 마약상 역
- 김대곤 : 짝대기 역
- 성인자 : 민재 모 역
- 이용녀 : 간장게장 부인 역
- 최종남 : 슈퍼마켓 주인 역
- 김경애 : 반장 아줌마 역
- 이신영 : 간호사 역
- 이동진 : 오락실 웨이터 1 역
- 김철환 : 오락실 웨이터 2 역
- 성홍일 : 포커판 사장 1 역
- 장혁진 : 포커판 사장 2 역
- 권혁준 : 편의점 점장 역
- 장지웅 : 마약상 똘마니 소 역
- 윤대열 : 마약상 똘마니 중 역
- 이정수 : 마약상 똘마니 대 역
- 민혜연 : 택배대리점 직원 역
- 손영희 : HG캐피탈 직원 역
- 김지나 : 기자 역
- 김준아 : 앵커 역
- 이샘 : 포커판 딜러 역
- 유준홍 : 증거물보관소 순경 역
- 이정현 : 기모노 여직원 역
- 최원영 : 철가방 역
- 이소희 : 병원 수납처 직원 역
- 정준혁 : 남자 간호사 역
- 정혜경 : 미장 아줌마 1 역
- 나윤희 : 미장 아줌마 2 역
- 김현옥 : 미장 아줌마 3 역
- 최인순 : 미장 아줌마 4 역
- 강유준 : 다세대빌라 순경 역
- 강정호 : 과거 편의점 점장 역
- 문도선 : 엘리베이터 강아지남 역
- 오아린 : 엘리베이터 우는 꼬마 역
- 한대훈 : 아파트 자전거남 역
- 정세영 : 아파트 경비원 역
- 하윤 : 유세장 율동 알바 1 역
- 박성민 : 유세장 율동 알바 2 역
- 유재복 : 유세장 율동 알바 3 역
- 임효경 : 유세장 율동 알바 4 역
- 김지한 : 유세장 율동 알바 5 역
- 유상훈 : 유세장 율동 알바 6 역
- 김다현 : 유세장 율동 알바 7 역
- 최주영 : 유세장 율동 알바 8 역
- 윤욱 : 국회의원 후보 1 역
- 김창진 : 국회의원 후보 2 역
- 박진순 : 국회의원 후보 3 역

## 같이 보기
- 2018년 대한민국의 영화 목록